# Плоскоклітинний рак легені
Плоскоклітинний рак легені (ПРЛ) є другим за поширеністю підтипом недрібноклітинного раку легені і становить значну проблему для охорони здоров'я у всьому світі .

## Епідеміологія та етіологія
- ПРЛ спричиняє приблизно 400 000 смертей щорічно у світі [3].
- Захворювання тісно пов'язане з курінням сигарет - більшість пацієнтів є нинішніми або колишніми курцями [1].
- Частота ПРЛ знижується протягом останніх десятиліть, що пов'язують зі зменшенням поширеності куріння [1].

## Молекулярна біологія
- ПРЛ характеризується складними геномними змінами, в середньому 360 екзонних мутацій на пухлину [3].
- Часто зустрічаються мутації в генах TP53, NFE2L2, KEAP1, PI3K та інших [1][3].
- Спостерігається високе мутаційне навантаження, пов'язане з впливом тютюнового диму [1].

## Гістологічні особливості
Плоскоклітинний рак легенів має кілька характерних гістологічних особливостей :

### Ключові гістологічні ознаки
- Полігональні клітини з міжклітинними мостиками
- Чіткоконтурна еозинофільна цитоплазма
- Наявність кератинових перлин
- Великі пухлини часто мають обширні ділянки некрозу

### Мікроскопічна картина
- Інфільтруючі гнізда пухлинних клітин
- Клітини з високим ядерно-цитоплазматичним співвідношенням
- Гіперхромні та плеоморфні ядра
- Кератинізація у вигляді кератинових перлин або глибоко еозинофільних дискератотичних злоякісних клітин

### Ступінь диференціювання
- Добре диференційовані пухлини мають виражену кератинізацію та міжклітинні мостики
- Низькодиференційовані форми проявляють менш виражені характерні ознаки та більшу мітотичну активність

### Імунофенотип
- Стабільна експресія P63 та негативна реакція на TTF1
- Позитивна реакція на CK5/6 або 34BE12

Ці гістологічні особливості допомагають відрізнити плоскоклітинний рак від інших типів раку легенів, особливо від аденокарциноми, що має важливе значення для вибору тактики лікування.

## Діагностика
- Діагноз встановлюється на основі гістологічного дослідження біопсії [10].
- Імуногістохімічні маркери включають CK5/6, p63 та p40 [10].

## Стадіювання
Стадіювання проводиться за системою TNM з використанням методів візуалізації, таких як КТ та ПЕТ-КТ .

### Стадія 0
Також відома як карцинома in situ. Ракові клітини виявлені лише в поверхневому шарі бронхів і не проникли глибше в тканини легенів .

### Стадія I
Поділяється на IA та IB залежно від розміру пухлини. Рак обмежений легенею і не поширився на лімфатичні вузли .

### Стадія II
Поділяється на IIA та IIB. Рак може бути більшим, ніж на стадії I, і/або поширився на найближчі лімфатичні вузли .

### Стадія III
Поділяється на IIIA, IIIB та IIIC. Рак поширився на лімфатичні вузли в середостінні або на сусідні структури, такі як стравохід чи серце .

### Стадія IV
Найбільш прогресуюча стадія. Рак метастазував до інших частин тіла, таких як інша легеня, головний мозок, кістки або печінка .
Кожна стадія визначається на основі трьох ключових факторів:
- Розмір і поширення основної пухлини (T)
- Ураження регіонарних лімфатичних вузлів (N)
- Наявність віддалених метастазів (M)

Ця система стадіювання допомагає лікарям визначити найбільш ефективний план лікування та прогноз для пацієнтів з плоскоклітинним раком легенів.

## Симптоми
Основні симптоми плоскоклітинного раку легенів включають:

### Респіраторні симптоми
- Кашель, що не проходить або посилюється
- Кровохаркання або мокротиння з домішками крові
- Задишка або утруднене дихання
- Хрипи
- Біль у грудях, особливо при глибокому вдиху або кашлі
- Охриплість голосу
- Рецидивуючі інфекції легень (бронхіт, пневмонія)

### Системні симптоми
- Втомлюваність
- Втрата апетиту
- Необґрунтоване зниження ваги
- Лихоманка

### Симптоми, пов'язані з поширенням раку
- Біль у кістках
- Головний біль
- Набряк шиї та обличчя
- Біль і слабкість у плечі, руці чи кисті

Важливо зазначити, що плоскоклітинний рак легенів часто розташовується центрально, ближче до бронхів, тому симптоми можуть з'явитися раніше, ніж при інших типах раку легенів . Проте на ранніх стадіях захворювання може протікати безсимптомно .

## Лікування
- Хірургічне видалення є основним методом лікування на ранніх стадіях [17].
- Для місцево-поширених форм застосовується комбінована хіміопроменева терапія [17].
- При метастатичному захворюванні використовується системна терапія, включаючи хіміотерапію та імунотерапію [17].
- Нові підходи включають таргетну терапію (інгібітори VEGFR, FGFR) та імунотерапію (анти-PD-1/PD-L1) [17].

Методи лікування плоскоклітинного раку легенів відрізняються залежно від стадії захворювання:

### Стадія 0 та I
- Хірургічне втручання є основним методом лікування
- Лобектомія (видалення частки легені) є стандартним підходом
- Для дуже малих пухлин можлива сегментектомія або клиноподібна резекція
- Після операції може призначатися ад'ювантна хіміотерапія для зниження ризику рецидиву

### Стадія II
- Неоад'ювантна хіміотерапія з або без імунотерапії перед операцією
- Хірургічне втручання (лобектомія або пневмонектомія)
- Ад'ювантна хіміотерапія після операції

### Стадія IIIA
- Комбіноване лікування: хіміотерапія, променева терапія, хірургія
- Хіміопроменева терапія, якщо пухлина неоперабельна
- Можлива таргетна терапія (осимертиніб) при наявності мутації EGFR

### Стадія IIIB
- Хіміопроменева терапія є основним методом лікування
- Можлива подальша імунотерапія (дурвалумаб)

### Стадія IV
- Системна терапія: хіміотерапія, імунотерапія, таргетна терапія
- Комбінації на основі платини (цисплатин/карбоплатин з гемцитабіном)
- Імунотерапія (пембролізумаб, атезолізумаб, ніволумаб)
- Антиангіогенна терапія (рамуцирумаб)
- Паліативна променева терапія для полегшення симптомів

Загалом, мультидисциплінарний підхід та індивідуалізація лікування є ключовими для досягнення найкращих результатів при плоскоклітинному раку легенів.

## Прогноз та перспективи
- Прогноз при ПРЛ залишається несприятливим, особливо на пізніх стадіях [17].
- Триває розробка нових терапевтичних підходів, включаючи комбіновану імунотерапію та таргетну терапію [18].
- Перспективними напрямками є вивчення молекулярних підтипів ПРЛ та розробка персоналізованих методів лікування [19].

Дослідження молекулярної біології ПРЛ та розробка нових терапевтичних стратегій дають надію на покращення результатів лікування цього агресивного захворювання в майбутньому .
1. 1 2 3 4 5 6  Gandara, David R.; Hammerman, Peter S.; Sos, Martin L.; Lara, Primo N., Jr; Hirsch, Fred R. (14 травня 2015). Squamous Cell Lung Cancer: From Tumor Genomics to Cancer Therapeutics. Clinical Cancer Research. Т. 21, № 10. с. 2236—2243. doi:10.1158/1078-0432.CCR-14-3039. ISSN 1078-0432. PMC 4862209. PMID 25979930. Процитовано 19 грудня 2024.{{cite news}}:  Обслуговування CS1: Сторінки з PMC з іншим форматом (посилання)
2. ↑  Perez-Moreno, Pablo; Brambilla, Elisabeth; Thomas, Roman; Soria, Jean-Charles (30 квітня 2012). Squamous Cell Carcinoma of the Lung: Molecular Subtypes and Therapeutic Opportunities. Clinical Cancer Research. Т. 18, № 9. с. 2443—2451. doi:10.1158/1078-0432.CCR-11-2370. ISSN 1078-0432. Процитовано 19 грудня 2024.
3. 1 2 3  Hammerman, Peter S.; Lawrence, Michael S.; Voet, Douglas; Jing, Rui; Cibulskis, Kristian; Sivachenko, Andrey; Stojanov, Petar; McKenna, Aaron; Lander, Eric S. (2012-09). Comprehensive genomic characterization of squamous cell lung cancers. Nature (англ.). Т. 489, № 7417. с. 519—525. doi:10.1038/nature11404. ISSN 1476-4687. Процитовано 19 грудня 2024.
4. ↑  Suarez, Eric; Knollmann-Ritschel, Barbara E. C. (1 січня 2017). Educational Case: Squamous Cell Carcinoma of the Lung. Academic Pathology (English) . Т. 4. doi:10.1177/2374289517705950. ISSN 2374-2895. PMC 5528918. PMID 28815199. Процитовано 19 грудня 2024.{{cite news}}:  Обслуговування CS1: Сторінки з PMC з іншим форматом (посилання)
5. ↑  El-Feky, Mostafa; Gaillard, Frank (30 березня 2013). Squamous cell carcinoma of the lung. Radiopaedia.org (амер.). Radiopaedia.org. doi:10.53347/rID-22404. Процитовано 19 грудня 2024.
6. ↑  Squamous Cell Lung Carcinoma - an overview | ScienceDirect Topics. www.sciencedirect.com. Процитовано 19 грудня 2024.
7. ↑  Squamous cell carcinoma. www.pathologyoutlines.com. Процитовано 19 грудня 2024.
8. ↑  Squamous cell carcinoma of the lung - Libre Pathology. librepathology.org (англ.). Процитовано 19 грудня 2024.
9. ↑  Berezowska, Sabina; Maillard, Marie; Keyter, Mark; Bisig, Bettina (2024). Pulmonary squamous cell carcinoma and lymphoepithelial carcinoma – morphology, molecular characteristics and differential diagnosis. Histopathology (англ.). Т. 84, № 1. с. 32—49. doi:10.1111/his.15076. ISSN 1365-2559. Процитовано 19 грудня 2024.
10. 1 2 3  Li, Feifei; Liu, Yiqiang; Xu, Ke; Yao, Quan; Li, Qiang; Wu, Hong (21 квітня 2023). Squamous cell lung carcinoma with gastrointestinal metastasis: a case report and review of literature. Frontiers in Oncology (English) . Т. 13. doi:10.3389/fonc.2023.1138871. ISSN 2234-943X. Процитовано 19 грудня 2024.{{cite news}}:  Обслуговування CS1: Сторінки із непозначеним DOI з безкоштовним доступом (посилання)
11. ↑  Squamous Cell Carcinoma Lung Cancer | Causes, Diagnosis, & Treatment. Lung Cancer Group (амер.). 26 липня 2024. Процитовано 19 грудня 2024.
12. 1 2 3 4 5  Association, American Lung. Lung Cancer Staging. www.lung.org (англ.). Процитовано 19 грудня 2024.
13. 1 2 3 4  What Is Squamous Cell Lung Carcinoma?. Healthline (англ.). 13 грудня 2018. Процитовано 19 грудня 2024.
14. ↑  Squamous Cell Carcinoma | Types of Lung Cancer | Beaumont | Corewell Health. www.beaumont.org. Процитовано 19 грудня 2024.
15. ↑  Squamous Cell Carcinoma of the Lung. Harvard Health (англ.). 30 вересня 2020. Процитовано 19 грудня 2024.
16. ↑  Lung cancer - Symptoms and causes. Mayo Clinic (англ.). Процитовано 19 грудня 2024.
17. 1 2 3 4 5 6  Derman, Benjamin A.; Mileham, Kathryn F.; Bonomi, Philip D.; Batus, Marta; Fidler, Mary J. (2015-10). Treatment of advanced squamous cell carcinoma of the lung: a review. Translational Lung Cancer Research (англ.). Т. 4, № 5. doi:10.3978/j.issn.2218-6751.2015.06.07. ISSN 2226-4477. PMC 4630512. PMID 26629421. Процитовано 19 грудня 2024.{{cite news}}:  Обслуговування CS1: Сторінки з PMC з іншим форматом (посилання)
18. ↑  Lau, Sally C. M.; Pan, Yuanwang; Velcheti, Vamsidhar; Wong, Kwok Kin (14 листопада 2022). Squamous cell lung cancer: Current landscape and future therapeutic options. Cancer Cell (English) . Т. 40, № 11. с. 1279—1293. doi:10.1016/j.ccell.2022.09.018. ISSN 1535-6108. PMID 36270277. Процитовано 19 грудня 2024.
19. ↑  Cardona, Andrés F.; Ricaurte, Luisa; Zatarain-Barrón, Zyanya Lucía; Arrieta, Oscar; Cardona, Andrés F.; Ricaurte, Luisa; Zatarain-Barrón, Zyanya Lucía; Arrieta, Oscar (2019-06). Squamous cell lung cancer: genomic evolution and personalized therapy. Salud Pública de México (англ.). Т. 61, № 3. с. 329—338. doi:10.21149/10115. ISSN 0036-3634. Процитовано 19 грудня 2024.